# 3 Dywizja Dragonów

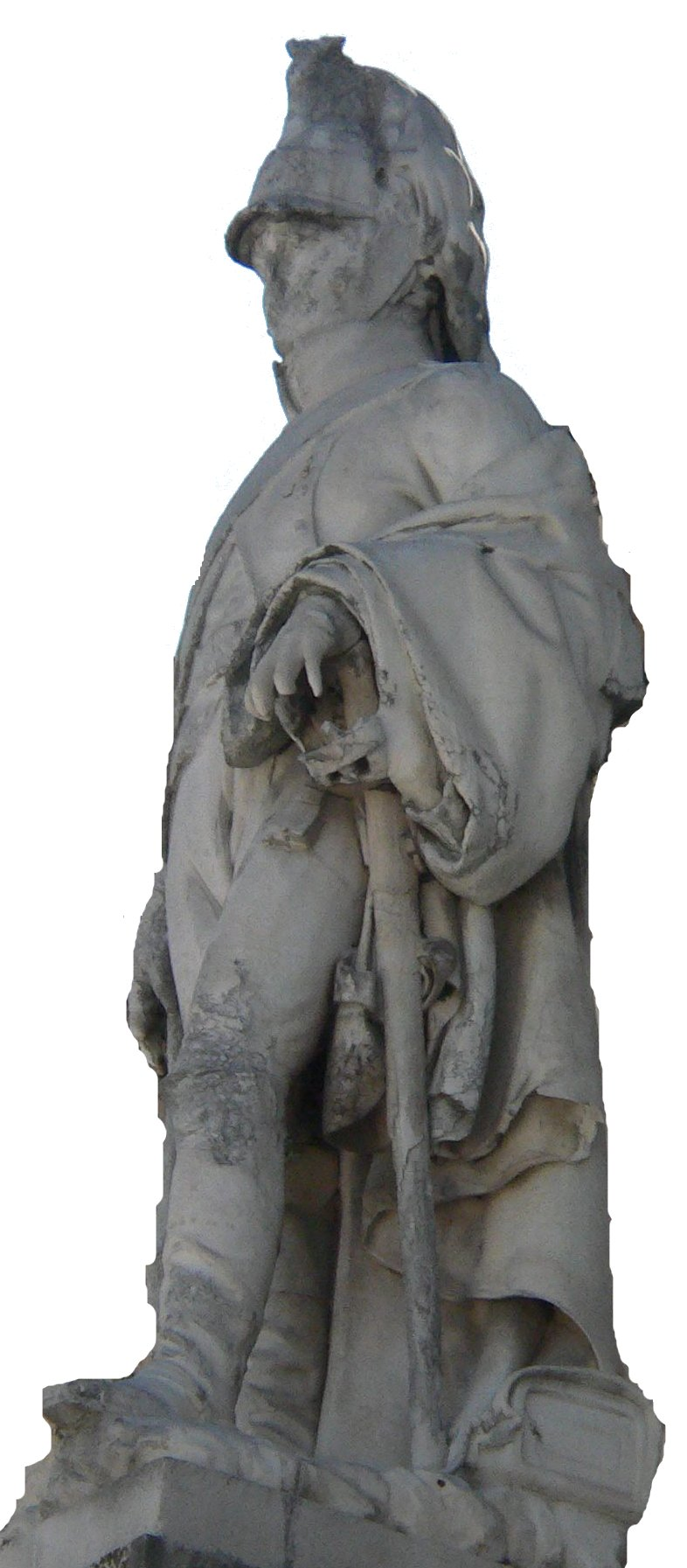
Pomnik dragona w Paryżu

2 Dywizja Dragonów – jedna z dywizji w strukturze organizacyjnej Wielkiej Armii I Cesarstwa Francuskiego. Brała udział w wojnach napoleońskich, m.in. w bitwie pod Austerlitz (1805) jako przydzielona do IV Korpusu z rezerwy kawalerii.
Jej dowódcą był gen. dyw. Beaumont.

## Skład w bitwie pod Austerlitz
- Brygada gen. bryg. Boyé'a
  - 5 Pułk Dragonów
    - 1 szwadron
    - 2 szwadron
    - 3 szwadron

  - 8 Pułk Dragonów
    - 1 szwadron
    - 2 szwadron
    - 3 szwadron

  - 12 Pułk Dragonów
    - 1 szwadron
    - 2 szwadron
    - 3 szwadron
- Brygada gen. bryg. Scalforta
  - 9 Pułk Dragonów
    - 1 szwadron
    - 2 szwadron
    - 3 szwadron

  - 16 Pułk Dragonów
    - 1 szwadron
    - 2 szwadron
    - 3 szwadron

  - 21 Pułk Dragonów
    - 1 szwadron
    - 2 szwadron
    - 3 szwadron